# 함돈희
함돈희(咸燉憙, 1974년~)는 대한민국 과학자이다.

## 생애
1996년 서울대학교에서 물리학 학사학위를 받았다. 1997년 병역의무 완료후 캘리포니아 공과대학교에 유학, 1999년에 물리학 석사를, 2002년에 윌츠 최우수 논문상과 함께 전자공학 박사학위를 받았다. 2002년 하버드 대학교에 조교수로 임용, 2006년 부교수, 2009년 정교수로 승진하였다. 2008년 MIT 테크놀로지 리뷰의 젊은 혁신가 35인에 선정되었다. 연구분야는 저차원 및 양자 소자, 핵자기 공명을 통한 고속대량 구조생물학 및 신약개발, 질병진단 및 신경생물학을 위한 나노-바이오 접속, 복잡계 구현, 집적 회로 설계 등이다.